# المعرفة (فلم)
المعرفة (بالإنجليزية: Knowing) هو فيلم أمريكي انتج في عام 2009 من إخراج أليكس بروياس وبطولة نيكولاس كيج.

## القصة
في مدرسة ابتدائية في أمريكا في عام 1959، وفي احتفال بمناسبة تأسيس المدرسة، طلب من التلاميذ أن يرسموا لوحات تعبر عن تصورهم لشكل العالم بعد خمسين سنة (أي في عام 2009)، ثم جمعوا كل الرسومات، وحفظوها بظروف وكتب على كل ظرف اسم الطالب راسم اللوحة، وتم وضع كل الظروف في كبسولة في باطن الأرض، ليأتوا الطلاب بعد خمسين عاماً ويفتحون الظروف ويعرفون كيف كانت النظرة المستقبلية للسابقين لهم للعالم. ولكن كانت هناك ورقة مكتوب فيها أرقام تبدو عشوائية، ويكتشف والد هذا الطالب وهو - أستاذ فيزياء فلكية - بجامعة إم آي تي أن الأرقام هي شفرة فبدأ بحلها واكتشف أن بها التنبؤ بالكوارث التي حدث خلال خمسين سنة بالتفصيل ولكن وجد أنها تحتوي على حوادث سوف تحدث في المستقبل.
و تنتهي أحداث الفيلم بحدوث نشاط كبير في التركيب الداخلي للشمس مما يؤدي إلى انفجار شمسي يصل إلى كل الكواكب في المجموعة الشمسية مما يؤدي إلى احتراق كل الكائنات الحية والأشياء على سطح الأرض.

## وصلات خارجية
- مقالات تستعمل روابط فنية بلا صلة مع ويكي بيانات